# القرية السفلى (العدين)

تعديل مصدري - تعديل

القرية السفلى محلة تابعة لقرية الزائدة، التابعة لعزلة قصل بمديرية العدين إحدى مديريات محافظة إب في الجمهورية اليمنية.، بلغ تعداد سكانها 98 حسب تعداد اليمن لعام 2004.